# Carcelia ambigua
Carcelia ambigua är en tvåvingeart som beskrevs av Villeneuve 1931. Carcelia ambigua ingår i släktet Carcelia och familjen parasitflugor.
Artens utbredningsområde är Frankrike. Inga underarter finns listade i Catalogue of Life.